# 克卜勒438
克卜勒438(英語: Kepler-438)是一顆距離地球470光年的紅矮星，在天球上的位置位於天琴座。 值得注意的是它的行星系統，包含了系外行星克卜勒438b，是克卜勒438的適居帶上一顆與地球相似的行星。